# Dog River (Kaministiquia River)
Der Dog River (englisch für „Hunde-Fluss“) ist ein Fluss im Thunder Bay District der kanadischen Provinz Ontario.
Der etwa 90 km lange Fluss hat seinen Ursprung in einem Seengebiet südlich des Armistice Lake.
Von dort fließt er in südlicher, später in südöstlicher Richtung.
Der Dog River umfließt den in seinem Einzugsgebiet liegenden Muskeg Lake in einem großen Bogen.
Der East Dog River mündet von links kommend in den Fluss.
Schließlich fließt er in südöstlicher Richtung zum Dog Lake, an dessen Nordwestufer seine Mündung liegt.
Der Dog River bildet somit einen Quellfluss des Kaministiquia River. Dieser entwässert den Dog Lake zum Oberen See hin.
Der Name des Dog River leitet sich von einer Sage der Ojibway-Indianer ab.
Ein Hund soll diese rechtzeitig vor einem bevorstehenden Angriff der Cree gewarnt haben. Zu Ehren des Hundes wurde in der Hügelkette zwischen dem Dog Lake und dem Little Dog Lake ein Bildnis in Stein gemeißelt.